# Ewa John
Ewa Maria John, z domu Śliwa (ur. 14 marca 1940 w Zabrzu, zm. 17 października 2015) – polska chemik, specjalistka w zakresie chemii nieorganicznej, nauczyciel akademicki, profesor Uniwersytetu Śląskiego w Katowicach.

## Życiorys
W 1961 ukończyła studia chemiczne w Wyższej Szkole Pedagogicznej w Katowicach, następnie pracowała na macierzystej uczelni. W 1968 obroniła na Uniwersytecie Wrocławskim pracę doktorską Badanie własności kompleksotwórczych chlorowcokwasów karboksylowych z jonami metali przejściowych napisaną pod kierunkiem Lecha Pajdowskiego. Od 1968 była pracownikiem naukowo-dydaktycznym Uniwersytetu Śląskiego, w Zakładzie Chemii Analitycznej Instytutu Chemii na Wydziale Matematyki, Fizyki i Chemii Uniwersytetu Śląskiego. W 1985 uzyskała stopień doktora habilitowanego. Piastowała m.in. funkcję zastępcy dyrektora ds. dydaktycznych Instytutu Chemii UŚ w latach 1987–1999 oraz kierownika Zakładu Chemii Analitycznej w tymże Instytucie w latach 2005–2010.